# Janskerk (Huizinge)
De Janskerk (ook Johannes de Doperkerk) in het Groninger dorp Huizinge is een romanogotisch bouwwerk uit de 13e eeuw. Met name de rondgesloten apsis, waarvan de gevel in smalle vlakken is verdeeld door lisenen, met rondboogfries en ronde nissen aan de bovenzijde en licht spitsbogige vensters met kraalprofiel daaronder, maakt de kerk tot een van de fraaiste voorbeelden van de romanogotiek in de Nederlandse provincie Groningen. De kerk is beschermd als rijksmonument.

## Beschrijving
De kerk werd omstreeks 1250 gebouwd. De toren dateert uit de 14e eeuw. 
De in verhouding lage toren is ongeleed. Het piramidevormige dak van de toren dateert uit 1868: Tot 1848 had de toren een zadeldak. Vervolgens werd er een dubbele koepel op gebouwd, zoals nu nog te zien bij de Mariakerk van Uithuizermeeden. Het geheel was echter onvoldoende afgewerkt, waardoor de regen het balkwerk deed verrotten en reeds 20 jaar na de bouw besloten werd om de huidige spits te plaatsen.
In de 15e eeuw zijn de ramen in de zuidelijke kerkmuur vervangen door gotische spitsboogvensters. In het interieur zijn diverse schilderingen uit de 15e eeuw op de gewelven bewaard gebleven. Naast diverse florale motieven is er een afbeelding van het laatste oordeel. In het midden wordt Christus weergegeven, die oordeelt of de zielen die gewogen zijn door de aartsengel Michaël, naar de hemel gaan, rechts van hem, of naar de hel, die links van hem is afgebeeld. Bij de hemel worden Maria en Petrus met sleutel afgebeeld. De hel is weergegeven in de vorm van een muil van een monster, waar ook een geestelijke in is verdwenen. Een ander afbeelding, die bewaard is gebleven, betreft de maagd Maria, symbolisch weergegeven door de figuur van een eenhoorn. Op de scheiding van het schip en het koor staat een hek, geschonken in 1641 door de toenmalige bewoners van de borg Fraam, Berend Coenders van Helpen en Anna Coenders. Op een bord boven de doorgang worden de functies van de schenker uitgebreid weergegeven. In het koor bevinden zich drie grafzerken, een heel grote zerk ter nagedachtenis aan een andere bewoner van de voormalige borg Fraam, Wilhelmus Coenders van Helpen. De twee wat kleinere zerken, maar toch ook van een fors formaat, zijn priesterzerken.
De preekstoel dateert uit 1808 en is voorzien van snijwerk met afbeeldingen van de vier deugden geloof, hoop, liefde en waakzaamheid. Het orgel werd omstreeks 1825 gebouwd door de orgelbouwers Luitjen Jacob van Dam en Jacob van Dam uit Leeuwarden.

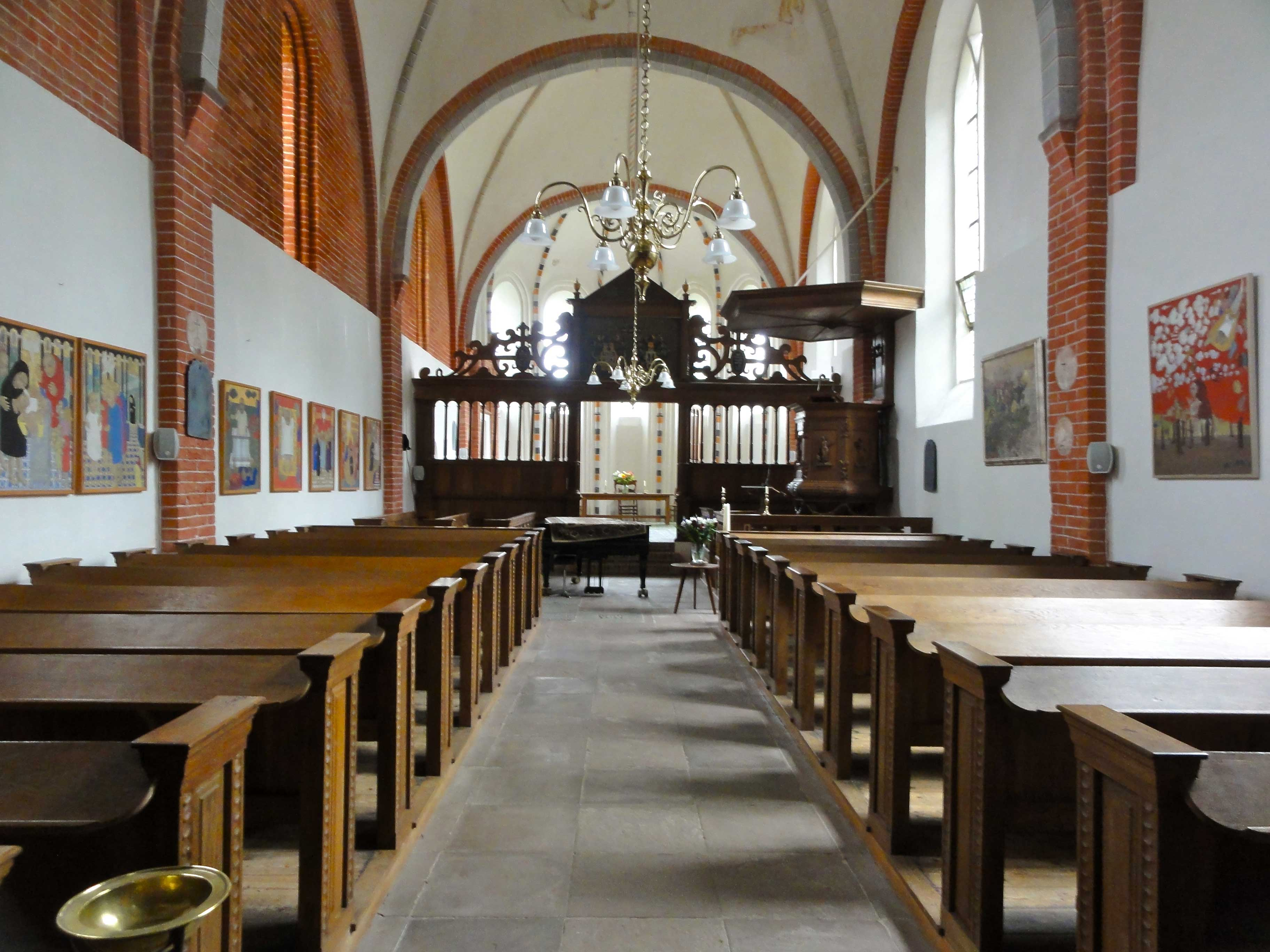
Interieur
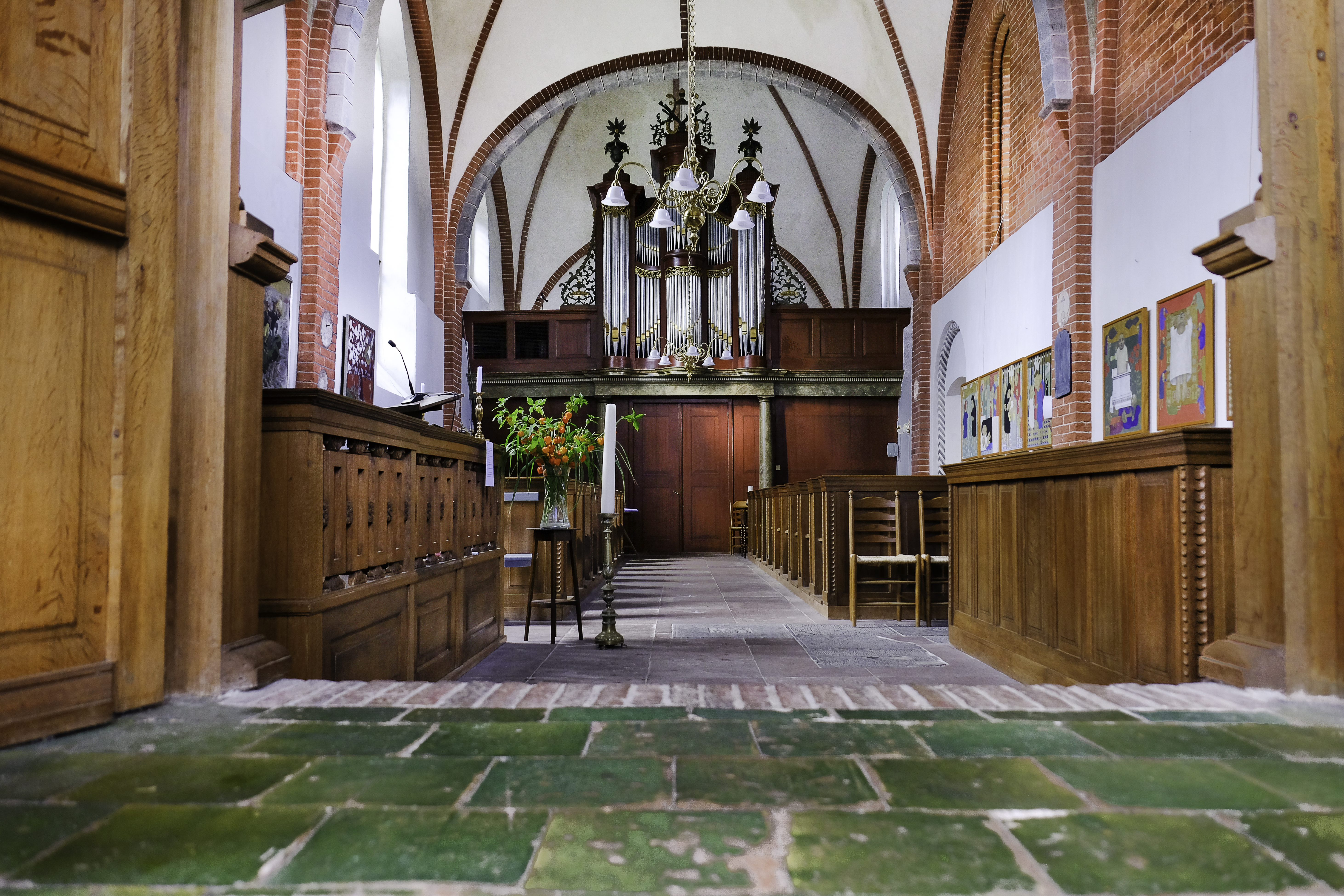
Interieur gezien vanuit het koor
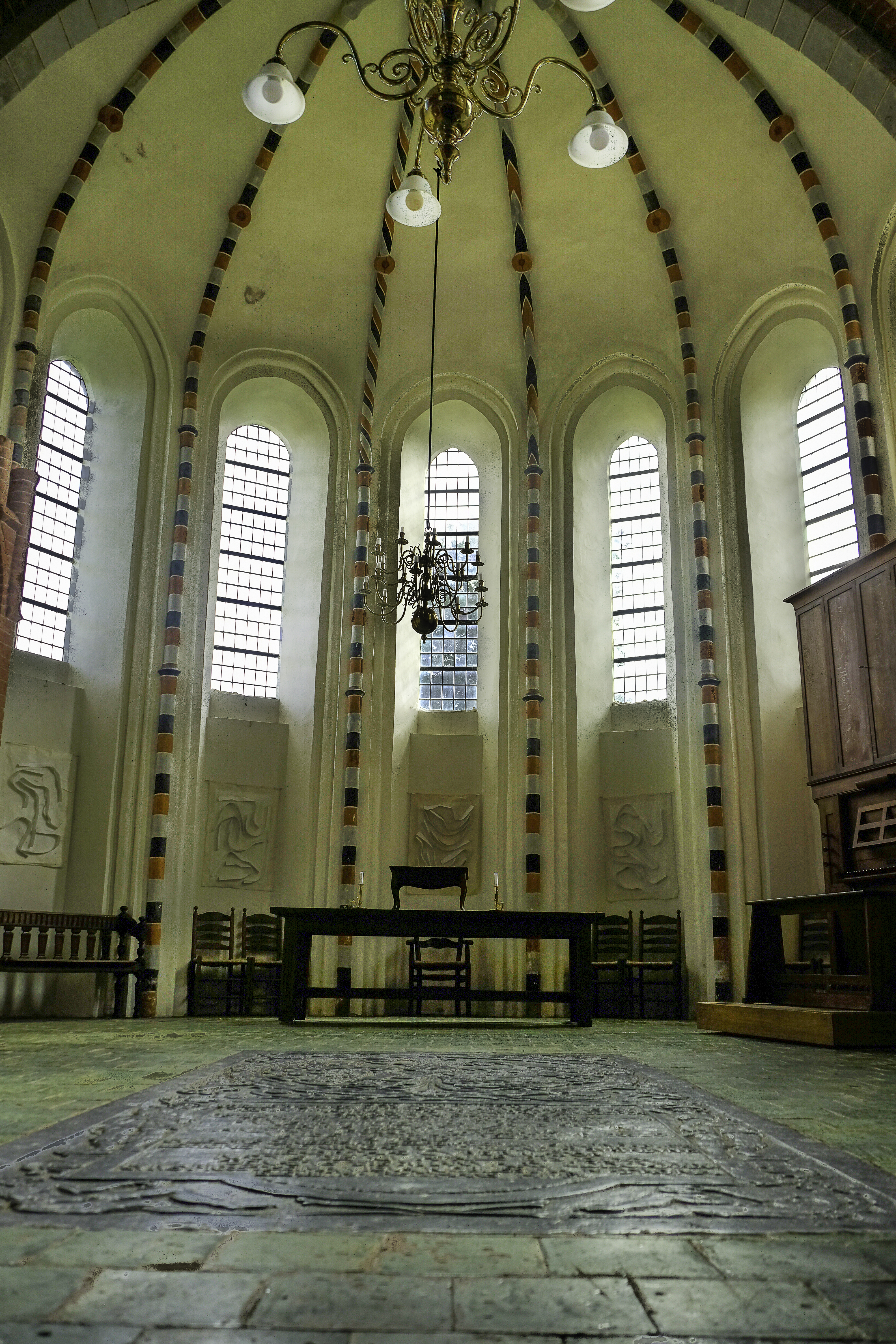
Het koor met avondmaalstafel en koororgel
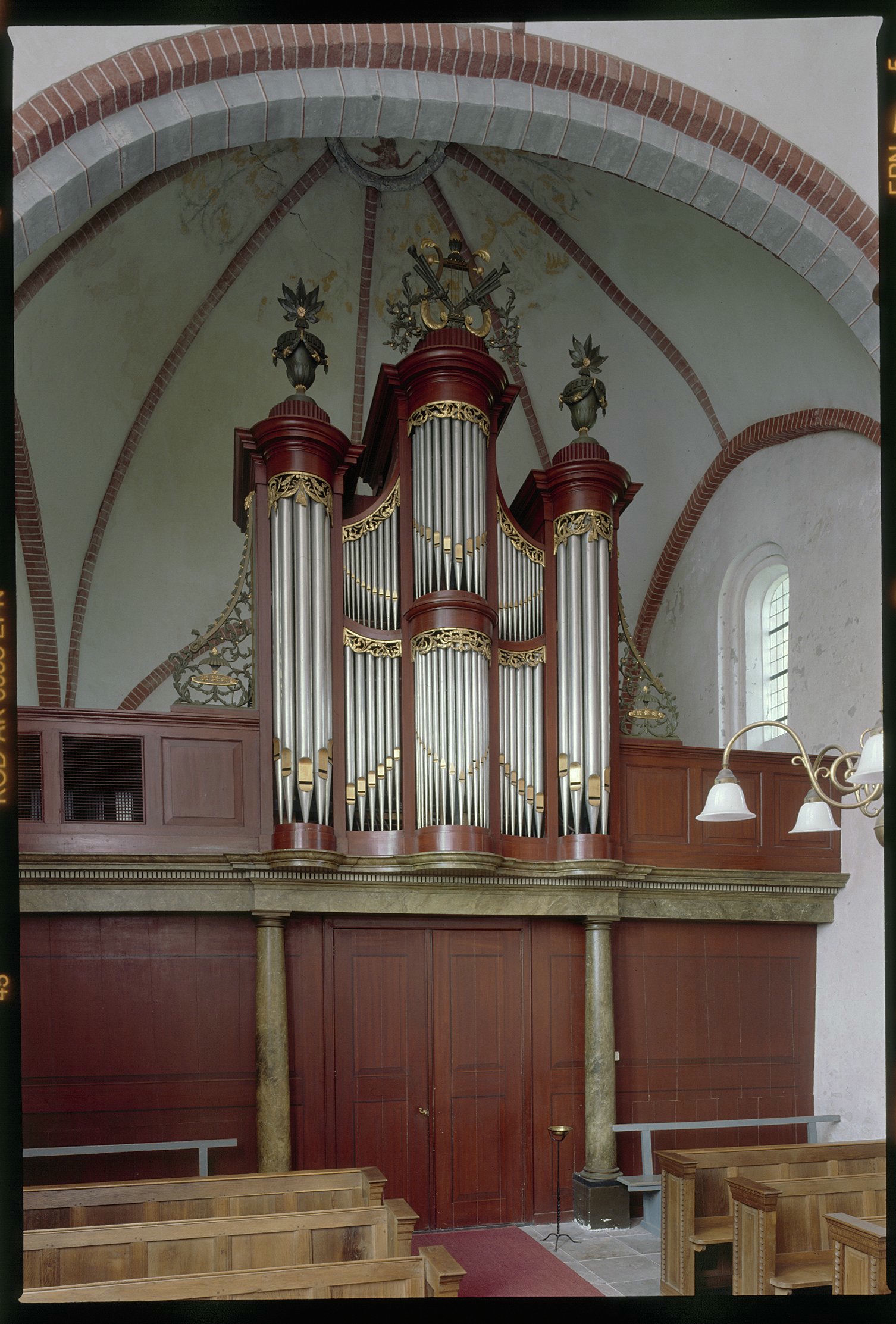
Van Damorgel uit 1825
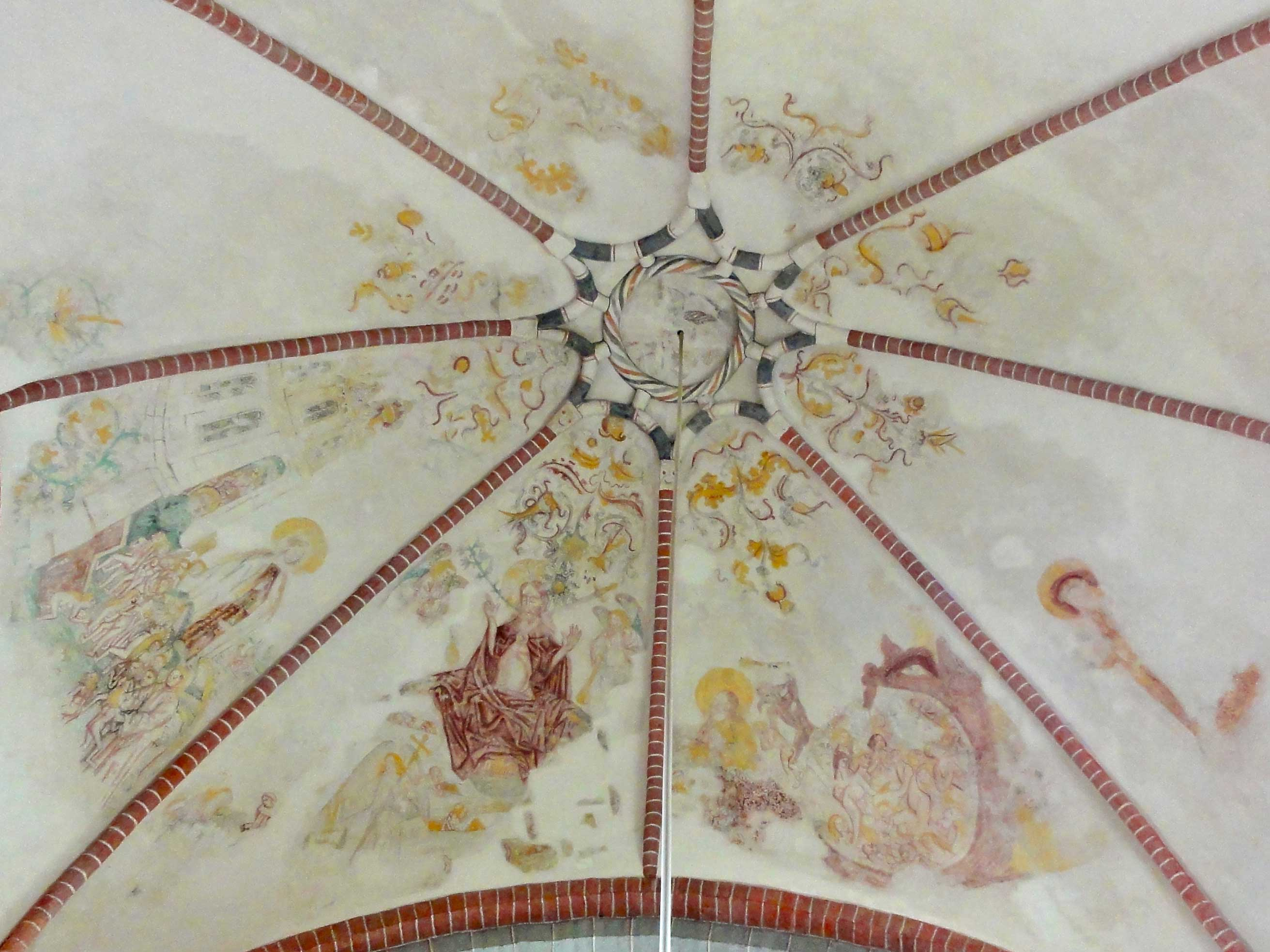
Laatste oordeel
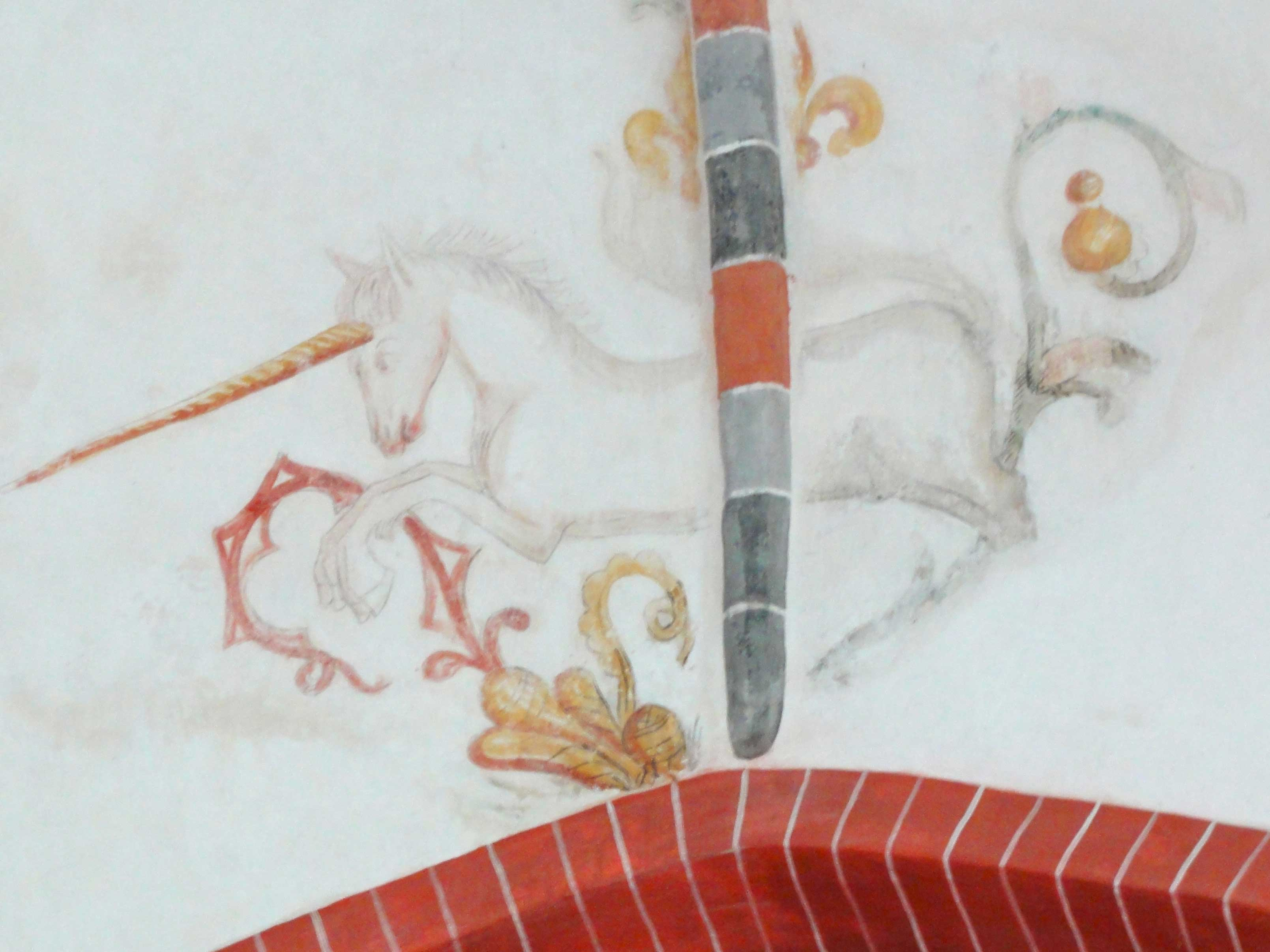
Eenhoorn
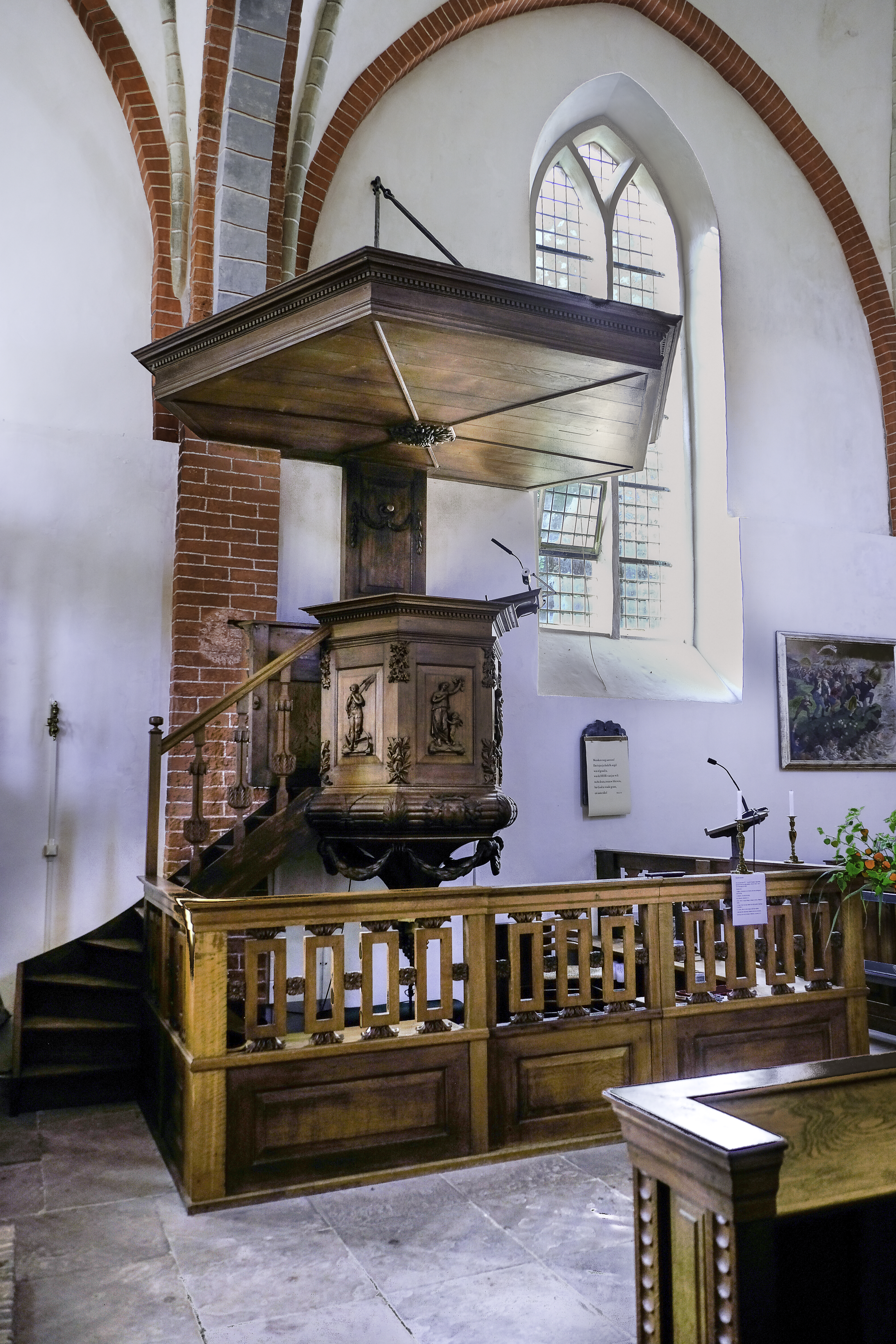
Kansel met doophek
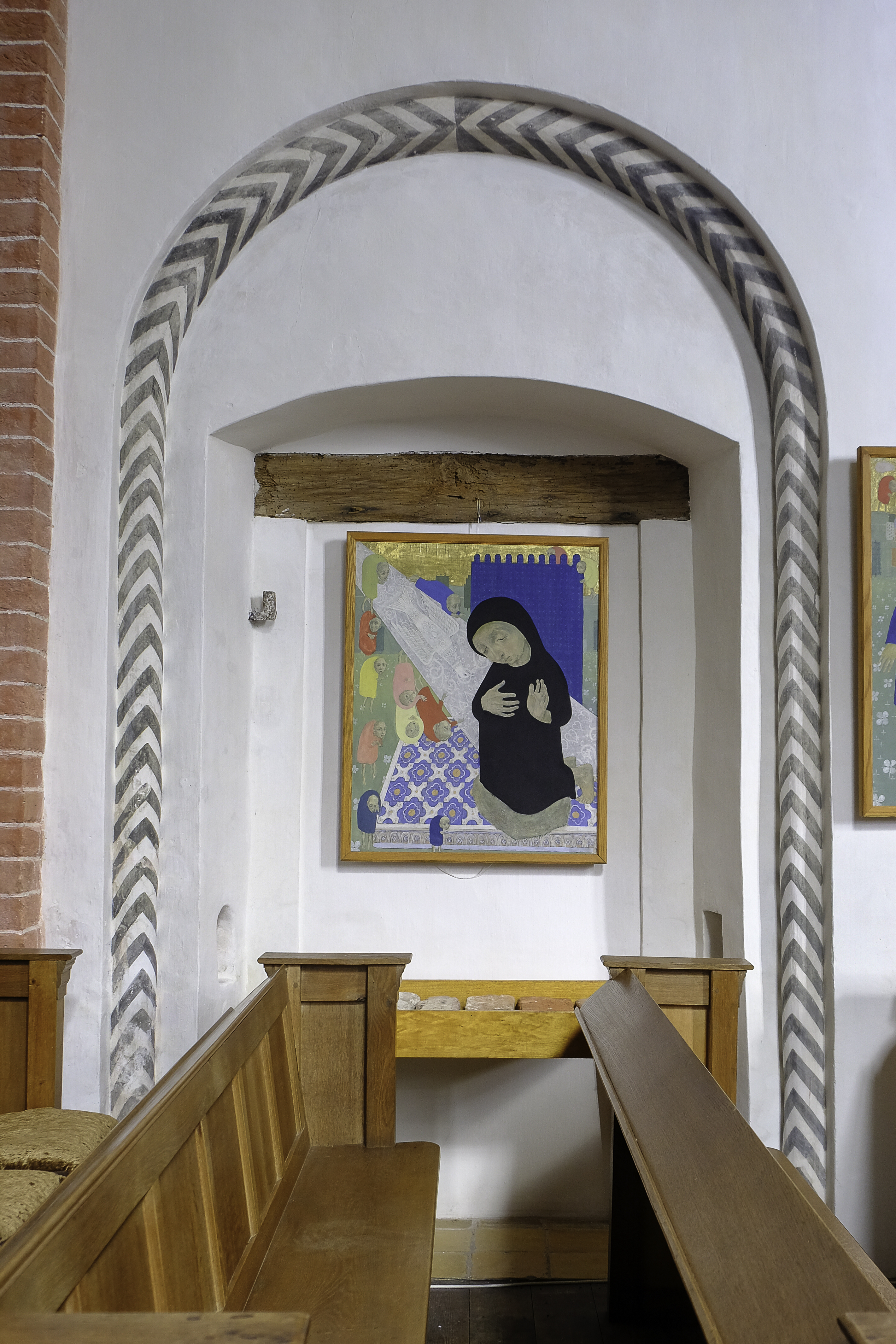
Dichtgemetseld vrouwenpoortje aan noordzijde
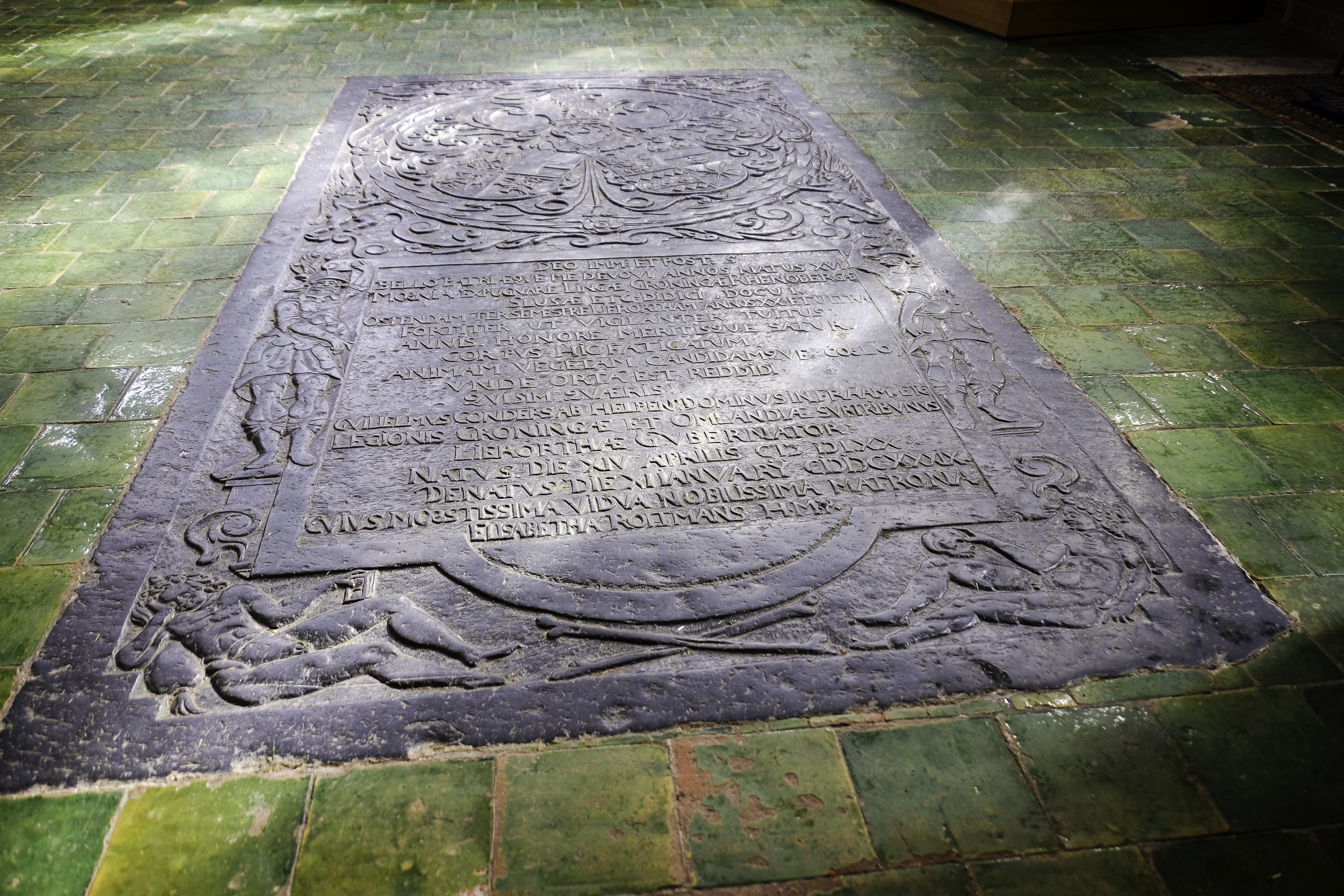
Grafzerk van borgheer Willem Coenders van Fraam